# Mysli
Mysli eller (uofficielt) müsli er et morgenmadsprodukt baseret på havregryn og tilsat andre grynsorter, kerner, stykker af et eller flere tørrede frugter eller nødder.
Müsli kommer oprindeligt fra Schweiz og blev udviklet af lægen Maximilian Bircher-Benner til sine patienter omkring år 1900.

## Etymologi
Mysli er en fordansket stavemåde af det schweizertyske Müesli, der er en diminutivform af Mues, som betyder mos.

## Eksempler på indhold ud over havregryn
- Hasselnøddeflager
- Kokosflager
- Rosiner
- Tørrede abrikosstykker
- Tørrede bananskiver
- Hirse
- Quinoa
- Speltflager
- Solsikkefrø
- Hørfrø
- Græskarkerner
- Sesamfrø
- Mandel